# Répertoire de la trompette

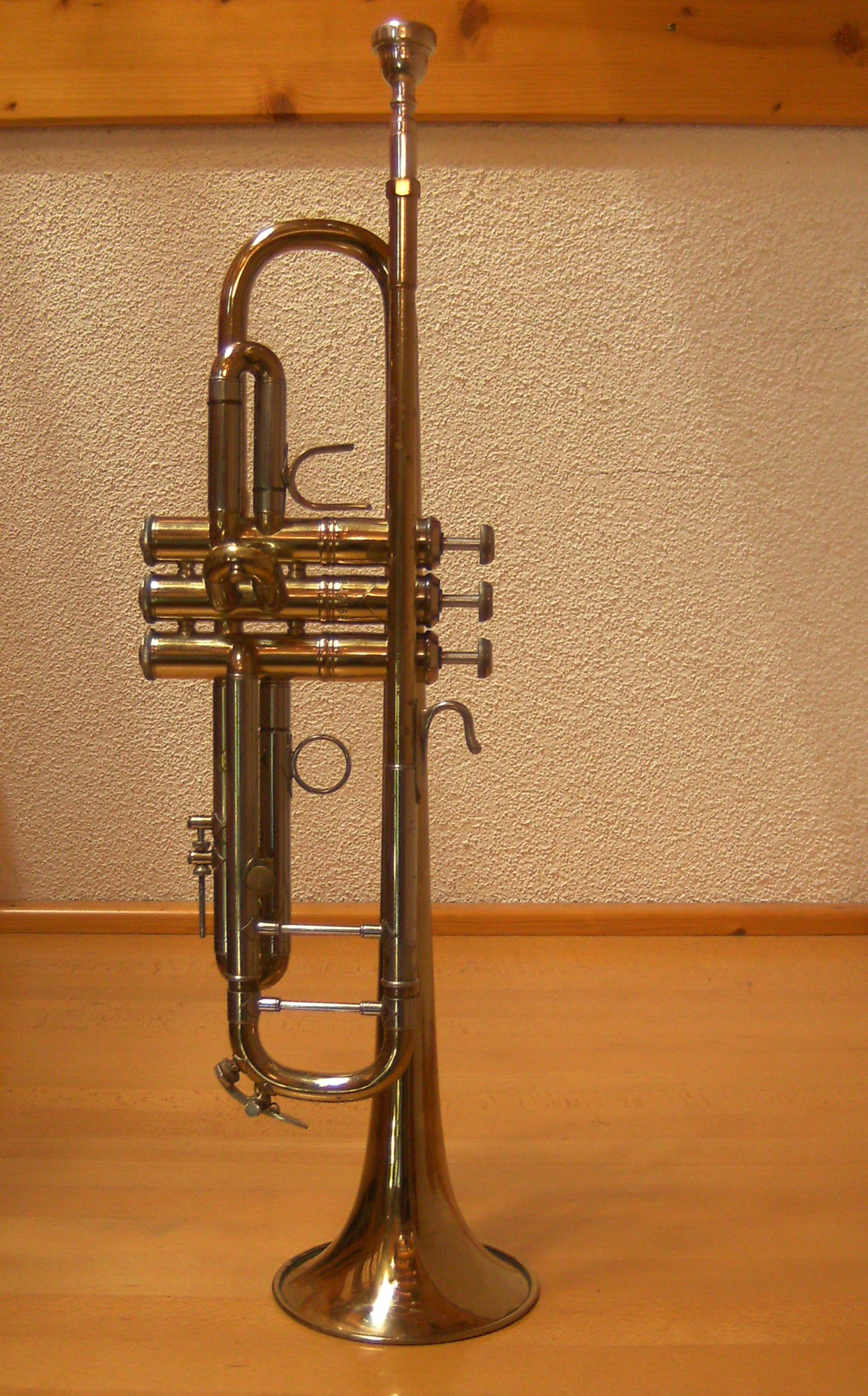
Une trompette moderne en si bémol (modèle Bach Stradivarius)

Le répertoire de la trompette est constitué de la littérature soliste et des parties orchestrales ou, plus communément, des parties d'orchestre écrites pour la trompette. La trompette, dont les origines remontent à 1500 av. J.-C., est un instrument de musique dont le registre est le plus aigu de la famille des cuivres.
Le répertoire de la trompette comprend les œuvres suivantes :

## Œuvres pour trompette solo
- Samuel Adler, Canto I, pour trompette en si bémol ou en ut
- Louis Andriessen, Sonate pour trompette très triste
- Louis Andriessen, A Very Sharp Trumpet Sonata (Sonate pour trompette très aigüe)
- Mark Applebaum (en),
  - Authenticité
  - Entre Funérailles I
- Cecilia Arditto, Música Invisible, Libro IV, pour bugle et trompette.
- Richard Ayres (en), No. 27 "Blue".
- Julian Azumi, Cardiogram
- Sven-Erik Bäck, March and Song (Marche et chant)
- Gerald Barry, Trompette
- Luciano Berio, Bonne nuit
- Lauren Bernofsky, Fantasia
- Lisa Bielawa (en), Synopsis #5 : He Figures Out What Clouds Mean (Synopsis #5 : Il comprend ce que les nuages signifient)
- Harrison Birtwistle,
  - Antiphonies from the Moonkeeper (Antiphonies du gardien de la lune)
  - Cinq petites antiphonies pour Amelia
- Daniel Börtz, Målning
- Howard J. Buss (en), A Day in the City, Commemoration
- Elliott Carter, Retracing III
- Aaron Cassidy (en), Ce qui rend alors ces forces visibles est un étrange sourire (ou, Première étude pour des figures à la base d'une crucifixion).
- Friedrich Cerha, Le joueur de flûte
- Nicolas Collins (en), Sonnet 40
- Peter Maxwell Davies, 
  - Litany - for a Ruined Chapel between Sheep and Shore, pour trompette en ut solo
  - Sonatina, pour trompette solo
- Lucia Dlugoszewski, Space Is a Diamond (L'espace est un diamant)
- Axel Dörner, 
  - Clinamen
  - Komposition für trompete-solo, No. 1
  - Komposition für trompete-solo, No. 2
  - marchugk
- Amy Dunker, 
  - Chet
  - Cruise Control
  - Distant Voices (Voix lointaines)
  - Hush!
  - Improvisation sur Raga Asvari
  - Distant Voices
  - Hush !
  - Prelude-Doina
  - Satchmo
- Anders Eliasson (en), Prélude
- Robert Erickson, Kryl, pour trompette en ut solo
- Ivan Fedele, High, pour trompette solo en si bémol
- Morton Feldman, A Very Short Trumpet Piece (Une très courte pièce pour trompette)
- Stanley Friedman, 
  - Solus
  - Poem for a Fallen Hero (Poème pour un héros tombé au combat)
- HK Gruber (de), Exposed Throat (Gorge exposée)
- Anthony Halstead, Suite pour trompette ou cor solo
- Robert Henderson, Variation Movements pour trompette solo
- Hans Werner Henze, Sonatina, pour trompette solo
- Åke Hermanson, Fanfare
- Hans Holewa, Petite fanfare
- Robin Holloway, Sonate pour trompette solo
- Adriana Hölszky, 
  - Projektion
  - Weltenenden, pour un ou quatre cuivres
- Tom Johnson, Tilework.
- Betsy Jolas, Épisode troisième
- Mauricio Kagel, 
  - Old/New, pour trompette
  - Morceau de Concours.
- Laura Kaminsky, Elegy for the Silenced Voice (Elégie pour la voix silencieuse)
- Maurice Karkoff, Fanfare Fantasy, Op. 154
- Otto Ketting, Intrada, pour trompette ou cor sans accompagnement
- Hanna Kulenty (en), Brass No. 1, pour trompette à double pavillon (en)
- Eres Holz (en), MACH, pour trompette en si bémol (2011)
- Libby Larsen (en), Fanfare for the Women, pour trompette en ut solo
- Robert Hall Lewis, Monophony VII, pour trompette solo
- Ingvar Lidholm, Epigramme
- György Ligeti, The Big Turtle-Fanfare from the South China Sea (La Grande Tortue-Fanfare de la mer de Chine méridionale)
- Liza Lim, Wild-Winged One (L'aile sauvage)
- Witold Lutosławski, Tune
- Miklós Maros, Fanfare
- Ron Mazurek, Dialogues
- Arne Mellnäs, The Unquestioned Answer (Hommage à Charles Ives)
- Dexter Morrill, Nine Pieces (Neuf pièces)
- Jan W. Morthenson, Memory
- Isabel Mundry, Solo auf Schwellen, pour trompette à double pavillon (en)
- Sergiu Natra (en), Sonatina
- Olga Neuwirth, Laki, pour trompette en ut solo
- Per Nørgård, Scale - Fanfare - Variation.
- Nigel Osborne, Flamingo Time-Line
- Martijn Padding, Une trompette
- Vincent Persichetti, Parabole XIV pour trompette, Op. 127
- Matthias Pintscher, Shining Forth
- Anthony Plog, Postcards
- Folke Rabe, Shazam
- Gottfried Reiche (en), Abblasen (en)
- Bruno Reinhardt, Music for Trumpet Solo (Musique pour trompette solo)
- Verne Reynolds, Solus
- Wolfgang Rihm, Little Echo Fantasy
- Jay Rizzetto, Cinq poèmes d'Emily Dickinson pour trompette solo et narrateur
- Scott Robbins, "Three Blues for Cello and Trumpet" (Trois blues pour violoncelle et trompette)
- Poul Ruders, Reveille-Retraite
- Ari Rufeisen, Dodecaphonic Principles (Principes dodécaphoniques)
- David Sampson, 
  - Litany of Breath (Litanie du souffle)
  - Pages du matin
  - Solo for flugelhorn (Solo pour bugle)
  - Trumpet Descants on Christmas Hymns (Descentes de trompette sur les hymnes de Noël)
  - Trumpet Descants on Festive Hymns (Descentes de trompette sur les hymnes de Noël)
- Giacinto Scelsi, Four Pieces (Quatre pièces)
- Rebecca Saunders, Blaauw, pour trompette à double pavillon
- Daniel Schnyder "ADAR" pour tp solo
- Kurt Schwertsik, Stretch & Yawn
- Roberto Sierra, Fanfare
- Juan María Solare,
  - Israfil
  - Unterwegs
  - Perlas esparcidas
  - Weise weiße Weisen
  - Serpentine
  - Révérence (Hommage à Bach)
  - Petite Suite Antique
  - Art-Man, pour trompette à double pavillon
  - Avanti
- Karlheinz Stockhausen, 
  - Eingang und Formel, pour trompette solo en si bémol
  - In Freundschaft, pour trompette solo à 4 pistons en mi bémol
  - Oberlippentanz, pour trompette piccolo si bémol solo
  - Harmonien, pour trompette en ut solo
- Egmont Swaan, De zucht van Marib..., pour trompette piccolo
- Toru Takemitsu, Paths, pour trompette en ut solo
- Hilary Tann, Look Little Low Heavens
- Antoine Tisné, Emotion, pour trompette en ut solo
- Mark-Anthony Turnage, An Aria With Dancing, pour trompette si bémol solo
- Skye van Duuren, Aurae, pour trompette si bémol solo
- Stefan Wolpe, Solo Piece for Trumpet (pièce solo pour trompette)
- Nadav Ziv, Monologue
- Valentín Zubiaurre, Pièce d'audition pour trompette (en).

## Œuvres pour ensemble de trompettes
- Anonyme, Sinfonia a due Trombe
- Sally Beamish, Fanfare pour 2 trompettes
- Heinrich Ignaz Biber, 
  - Duos pour 2 trompettes
  - Sonate pour 2 trompettes, 2 violons, 2 altos et basse continue No. 1 en do majeur, C. 114
  - Sonate pour 2 trompettes, 2 violons et basse continue n° 7 en sol majeur, C. 120
  - Sonate pour 2 trompettes, 2 violons, 2 altos et basse continue n° 12 en do majeur, C. 125
  - Fanfare pour 6 trompettes et tympanon
- Harrison Birtwistle, Placid Mobile pour 36 trompettes
- Vassily Brandt, Country Pictures pour 4 trompettes
- Henry Brant, 
  - Flight Over a Global Map pour 100 ou 56 trompettes et percussions
  - Millennium I pour 8 trompettes et 3 percussionnistes
- Benjamin Britten, Fanfare for St Edmundsbury pour 3 trompettes
- Bruce Broughton, Contest Piece for Eight Trumpets pour 8 trompettes
- Howard J. Buss, 
  - Festive Overture pour 8 trompettes
  - Prelude and Intrada pour 4 trompettes
  - Rendezvous pour 4 trompettes et une percussion
  - The Walls of Jericho pour trompette solo et ensemble de trompettes à 6 voix.
- Elliott Carter, 
  - Birthday Flourish pour 5 trompettes (ou quintette de cuivres)
  - Canon for Three pour 3 trompettes
- Axel Dörner, treucht pour 3 trompettes
- Joseph Drew, 7
- Amy Dunker, 
  - Fanfare for One Uncommon Man pour 3 trompettes
  - Florisshen pour 6 trompettes
  - Gasconade Fanfare pour 4 trompettes
  - Heralding pour 5 trompettes
  - One Blackbird pour 6 trompettes et vibraphone
- John Emche, Trundle pour 8 trompettes
- Eric Ewazen (en), 
  - A Concert Fanfare pour 6 trompettes
  - Fantasia pour sept trompettes
  - Prélude et fugue pour chœur de trompettes pour 6 trompettes
  - Sonatine pour deux trompettes
  - Sonoran Desert Harmonies pour 8 trompettes
- Stanley Friedman, Trumpets of Solomon pour deux trompettes
- Sofia Gubaidulina, Trio pour 3 trompettes
- Franz Hackl, Chegg pour 3 trompettes
- Terry Halco, Jubilate pour 2 trompettes et orgue
- Cristóbal Halffter, Little Fanfare for Two Trumpets (Petite fanfare pour deux trompettes)
- Bengt Hambraeus, A Small Concert Piece pour trompette et tam-tam
- Théodore Holdheim, Capriccio pour 2 trompettes
- Robin Holloway, Sonate pour 2 trompettes
- Eres Holz, Weisse Wunden théâtre musical pour trois trompettes et vidéo (2008)
- Bertold Hummel, Saeckingen pour 6 trompettes et timbales, Op. 103f (2000)
- Mauricio Kagel,
  - Fanfanfaren pour 4 trompettes
  - Morceau de Concours pour 2 trompettes
- Fabien Lévy, à peu près de pour 2 trompettes
- Johann Jacob Löwe,
  - Capriccio No. 1 pour 2 trompettes et continuo
  - Capriccio No. 2 pour 2 trompettes et basse continue
- Frederik Magle, The Fairest of Roses (Den yndigste rose) pour deux trompettes et orgue
- Peter Maxwell Davies, Quintet pour 5 trompettes
- Kevin McKee, Dürrenhorn Passage pour 6 trompettes
- Erik Morales, 
  - Birds of Paradise pour 6 trompettes/flugelhorns
  - Cityscapes pour 5 trompettes
  - Conquest pour 6 trompettes
  - Crystal Spheres pour 8 trompettes/flugelhorns
  - Cyclone pour 5 trompettes/flugelhorns
  - Infinite Ascent pour 8 trompettes
  - Metallic Fury pour 5 trompettes/flugelhorns
  - Music from Strange Places pour 7 trompettes
  - Path of Discovery pour 5 trompettes/flugelhorns
  - X1 pour 5 trompettes
- Grainne Mulvey, Trinity Fanfare pour 2 trompettes et orgue
- Menahem Nebenhaus, Fanfare pour 4 trompettes
- Ben-Zion Orgad, Melosalgia pour 2 trompettes
- Martjin Padding, 23 sentences & autograph pour double trompette à pavillon et deux trompettes d'écho
- Bryan Page, 
  - Middle Movement pour ensemble de trompettes
  - Slow & Fast pour ensemble de trompettes
- Robert Paterson, Fanfare pour 6 trompettes
- Krzysztof Penderecki, Luzerner Fanfare pour 8 trompettes et percussions
- Vincent Persichetti, Parabole XXV pour 2 trompettes, op. 164
- Johann Christoph Pezel, 
  - Sonate n° 69 pour 2 trompettes et basse continue
  - Sonate No. 71 pour 2 trompettes et basse continue
- Johann Christoph Pezel, Sonate No. 75 pour 2 trompettes et basse continue
- Verne Reynolds, Calls and Echoes pour 2 trompettes
- Brandon Ridenour, The Revenge of Tal pour 6 trompettes
- Lucia Ronchetti, Dazbog pour soprano et 2 trompettes
- Carl Ruggles, Angels pour 6 trompettes à sourdine
- David Sampson, 
  - Flight pour 3 trompettes
  - Inamere pour 12 trompettes
  - Notes from Faraway Places pour 2 trompettes
- Elliott Schwartz, Downeast Fanfare pour 3 trompettes
- Stefano Scodanibbio, Plaza pour 4 trompettes
- Judith Shatin, Hearing the Call pour 2 trompettes et 2 caisses claires
- Martin Smolka, pianissimo pour 4 trompettes avec sourdines à godets
- Juan María Solare, Aquelarre (tercera noche de Walpurgis) pour 3 trompettes
  - Fun-fare pour 4 trompettes et un tambour
  - Fricción pour 2 trompettes
- James Stephenson, NEXT-Calibur pour 3 trompettes et orchestre
- Thomas Stevens,
  - A New Carnival of Venice pour quatre trompettes et orchestre
  - Triangles pour 3 trompettes
- Gabriel Stockhausen, Firestorm (tempête de feu)
- Karlheinz Stockhausen,
  - Donnerstags Abschied' pour 5 trompettes
  - Michaels-Ruf pour 4 trompettes
  - Trumpetent pour 4 trompettes
- Igor Stravinsky, Fanfare pour un nouveau théâtre pour 2 trompettes
- Josef Tal, Fanfare pour 3 trompettes et 3 trombones
- Georg Philipp Telemann, 
  - Concerto n° 1 pour 3 trompettes et timbales en ré majeur, TWV 54:D3
  - Concerto n° 2 pour 3 trompettes et timbales en ré majeur, TWV 54:D4
- Henri Tomasi, Trio pour 3 trompettes
- Joan Tower, Fanfare for the Uncommon Woman (No. 5) pour 4 trompettes
- Joseph Turrin, Festival Fanfare pour 8 trompettes
- Phil Winsor, Anamorphoses
- Kenny Wheeler, Quatuor de trompettes
- Charles Wuorinen, 
  - Epithalamium pour 2 trompettes
  - Big Epithalamium pour 8, 12 ou 16 trompettes
- La Monte Young, The Second Dream of the High-Tension Line Stepdown Transformer pour 8 trompettes
- John Zorn, Antiphonal Fanfare for the Great Hall pour 6 trompettes

## Œuvres pour trio de cuivres
- Leroy Anderson, Bugler's Holiday
- Arshak Andriasov, Brass Trio, op. 9
- Leslie Bassett, Brass Trio
- Joseph Blaha, Suite française
- Lauren Bernofsky, Trio pour cuivres
- Salvador Brotons, Trio pour cuivres, op. 96
- Howard J. Buss (en), Trigon pour trompette, trombone et tuba
- Axel Dörner, larft, pour trompette, trombone et tuba
- Eric Ewazen (en), "A Philharmonic Fanfare".
- Arthur Frackenpohl, Trio
- Pierre Gabaye, Recréation, pour trio et piano
- Walter Hartley, Two Pastiches (Deux pastiches)
- Frigyes Hidas (en), Triga
- Douglas Hill, Abe Lincoln's Songbook (Le livre de chansons d'Abe Lincoln)
- Warner Hutchison, Mini-Suite for Brass Trio (Mini-suite pour trio de cuivres)
- Jan Koetsier, Figaro Metamorphosen
- Otto Leuning, Trio
- Jean Louël, Trio
- Wayne Lu, Partita
- Jean-Francois Michel, Suite
- Robert Muczynski, 
  - Suite Partition
  - Voyages pour trio de cuivres
- Václav Nelhýbel (en), Trio pour cuivres
- Anthony Plog (en), Trio pour cuivres
- Francis Poulenc, Sonate pour cor, trompette et trombone
- Lucia Ronchetti, Laura o delle simmetrie in ombra
- Verne Reynolds, Trio
- Arne Running, Aria et Allegro
- David Sampson (en), Duncan Trio
- Robert Sanders, Trio pour instruments à cuivres
- Samuel Scheidt, Drei Symphonien
- Patrick Schulz, Refractions II
- Daniel Schnyder, Trio
- Lowell Shaw, A Pocket Full of Wry (Une poche pleine de sagesse)
- John D. Stevens (en), Triangles
- Alexandre Tansman, Miniatures
- Edward Troupin, Divertimento
- Fisher Tull, Trio
- Steven Winteregg, Capital Dances
- Nadav Ziv, Events

## Œuvres pour trompette et ensemble de cuivres
- Arshak Andriasov, Torch, No. 1, Op. 6A pour trompette, trombone, piano et quintette à cordes
- Pierre Ancelin, Tres leys per Ventadour, version pour trompette, deux cors, trombone et tuba
- Lauren Bernofsky, Passacaglia pour ensemble de cuivres
- David Borden, Dialogues pour trombone et trompette
- Howard J. Buss (en), 
  - Brom Bones pour 4 trompettes, un cor, 3 trombones ténors, un trombone basse et un tuba.
  - "Three Jazzicals" pour trompette et tuba.
  - "Time Capsule" en versions pour flûte et trompette, et trompette et trombone.
  - "Chromatic Fantasy" pour 2 trompettes, cor, trombone et tuba.
  - Concord pour 2 trompettes, cor, trombone et tuba
  - Contrasts in Blue pour trompette, trombone et piano
  - Sonic Fables : Lessons from Aesop pour 2 trompettes, cor, trombone, tuba et une percussion.
  - Trigon pour trompette, trombone et tuba
- Chou Wen-chung, Soliloquy of a bhiksuni, pour trompette avec ensemble de cuivres et de percussions.
- Axel Dörner, Örxome pour 4 trompettes, 4 trombones, 4 saxophones, clarinette basse, 2 pianos, contrebasse et batterie/percussion.
- Louis Durey, Interlude pour 4 trompettes, 4 cors, 3 trombones, tuba et tympans, Op. 112
- Malcolm Forsyth, Aphorisms pour trompette, deux cors, trombone et tuba.
- Philip Glass, Brass Sextet pour 2 trompettes, 2 cors, trombone et tuba.
- Stephen Gryc, Choral Prelude : Lasst uns erfreuen (en) pour 2 trompettes, cor, trombone et orgue.
- Jacques Hétu, 
  - Fanfare pour une fête, 4 cors, 4 trompettes, 4 trombones, tuba, 2000
  - Fanfare pour Lanaudière, 4 cors, 3 trompettes, 3 trombones, tuba.
- Fred Ho, Fanfare for the Creeping Meatball, pour 2 trompettes et 2 trombones
- Eres Holz, Vier Schatten, pour 2 trompettes, cor, trombone et tuba
- André Jolivet, Fanfares pour Britannicus pour ensemble de cuivres
- Ernst Leitner, Intrada, pour deux trompettes, deux cors, deux trombones, tuba et orgue
- Darius Milhaud,
  - Fanfare pour ensemble de cuivres, Op.396
  - Fanfare pour 2 trompettes et trombone, Op.400
- Bryan Page, Kick the Duck pour fanfare et percussions
- Raymond Premru (en), Quartet, pour quatuor de cuivres
- Brandon Ridenour, 
  - Adagio for Brass, pour grand ensemble de cuivres
  - Fanfarrea Venezuela!, pour grand ensemble de cuivres
- Jean Sibelius, "Tiera" pour septuor de cuivres et percussion, JS200 (1899)
- R. Murray Schafer, Isfahan (en) pour trois quintettes de cuivres
- David Sampson (en), Winter Ceremony pour 2 trompettes et percussions
- Daniel Schnyder,
  - ' "Three American Dances" pour 3tp, cor, 3tb et Tuba avec percussion ad lib
  - "Four Short Stories" pour 3tp, cor, 3tb et Tuba
  - "Brass Symphony" pour 4tp, 2 cors, 3tp et Tuba
  - "CUBAC" pour 4 tp, 2 shorn, 3tb et Tuba avec perc ad lib.
- Clare Shore (en), Game Piece No. 1 pour cloches, violon et quatuor de cuivres.
- Karlheinz Stockhausen, Drachenkampf, pour trompette, trombone et synthétiseur.
- Germaine Tailleferre, Prélude et fugue pour orgue, 2 trompettes et 2 trombones
- Michael Tippett, The Wolf Trap Fanfare, pour trois trompettes, deux trombones et tuba.
- Mark-Anthony Turnage, Set To, pour ensemble de cuivres
- Joseph Turrin, 
  - Jazzalogue, pour chœur de cuivres
  - Fanfare à la carte, pour chœur de cuivres
  - West Side Story Suite pour chœur  de cuivres
- Joseph Turrin, 
  - Rhapsody Noel pour double quintette de cuivres
  - Rhapsody Noel pour orchestre de cuivres
  - Three Carols pour double quintette de cuivres
  - Three Carols pour brass band
  - Overture for Brass pour orchestre d'harmonie
  - Hymn for Diana pour fanfare
  - Rejoice and be Glad pour fanfare
  - Animation pour fanfare
- JacobTV, Victory Over the Sun, pour chœur de cuivres et percussions (1999)
- William Walton, Introduction to the National Anthem, pour trois trompettes, trois trombones et caisse claire (12 trompettes à l'origine)
- Natalie Williams, Fanfare for Elder Conservatorium, pour ensemble de cuivres et tympanon.
- Christian Wolff, Peace March 9, pour chœur de cuivres et percussions.

## Œuvres pour trompette et piano (y compris concertos et sonates)
- Anonyme, Seis piezas de clarines para trompeta y organo sur des thèmes de Lully
- Iosif Andriasov, Concertino pour trompette'  et piano, op. 14
- Byron Adams, Sonate pour trompette et piano
- Stephen Adams, Holy City pour trompette et piano
- Iosif Andriasian, "Tune"   pour trompette et piano
- George Antheil, Sonate, pour trompette et piano, W. 143
- J.E. Barat, Andante et Scherzo.
- Carol Barratt, Bravo ! Trumpet pour trompette et piano
- Greg Bartholomew, Summer Suite pour trompette et piano
- Howard Bashaw, Music for trumpet and piano (Musique pour trompette et piano)
- Leonard Bernstein, Rondo for Lifey pour trompette et piano
- Larry Bitensky, From Those Beginning Notes of Yearning pour trompette et piano
- Marcel Bitsch, Capriccio pour trompette et piano
- Vladislav Blazhevich, 'Concerto n° 5 pour trompette et piano
- Rory Boyle, 4 Bagatelles pour trompette et piano
- Eugène Bozza, Lied, Badinage et Caprice, pour trompette et piano
- Vassily Brandt,
  - Concertpiece No. 1 Opus 11 pour trompette et piano
  - Concertpiece Opus 12 pour trompette et piano
- Yehezkel Braun, Sonate pour trompette et piano
- Howard J. Buss, 
  - Meditation and Caprice pour trompette et piano
  - Skylines pour trompette et piano
- Fulvio Caldini, 
  - Blue pour trompette et piano, op. 37/a
  - Sonatina in Fanfara pour trompette et piano, op. 65/D
- George Chave, One for the Colonel pour trompette et piano
- Théo Charlier : Solo de Concours
- Jean Clergue, Sarabande et Rigaudon
- Géorgy Dimitriv, Concertino pour trompette et piano
- Amy Dunker, Postcards (and Memories) pour trompette et piano
- Georges Enesco, Légende, pour trompette et piano
- Hans Ulrich Engelmann, Epitaph für einen imaginären Freund, pour trompette et piano
- Thierry Escaich, Tanz-Fantasie pour trompette et piano ou orgue
- Eric Ewazen, Sonate pour trompette et piano
- Stanley Friedman, Sonate pour trompette et piano
- Girolamo Fantini, Sonate n° 1 à 8 pour trompette et orgue'
- Sandro Gorli, Corrente pour trompette et piano
- Richard Halligan, Meditation, pour trompette et piano
- Thorvald Hansen, Sonate pour cornet et piano, Op. 18
- Jennifer Higdon, Trumpet Songs pour trompette et piano
- Paul Hindemith, Sonate pour trompette
- Carl Höhne, Slavische Fantasie pour cornet et piano
- Théodore Holdheim, Sonate pour trompette et piano
- Arthur Honegger, Intrada, pour trompette en ut et piano, H 193
- Bertold Hummel, 
  - Sonatine pour trompette et piano, Op. 1a
  - Invocationes pour trompette et orgue, Op. 68a
  - Trio pour trompette, percussion et piano, Op. 82a
- Jacques Ibert, Impromptu
- Norman Dello Joio, Sonate pour trompette et piano
- André Jolivet, Air de Bravoure pour trompette et piano
- Kent Kennan, Sonate pour trompette et piano
- Lev Kogan, Concerto pour trompette et piano
- Meyer Kupferman, Trois idées pour trompette et piano.
- HyeKyung Lee, Frenetic Dream, pour trompette et piano
- Thomas Larcher, Uchafu pour trompette et piano
- Morten Lauridsen, Sonate pour trompette et piano
- David Loeb, 
  - Litany pour trompette et piano
  - Moresca pour trompette et piano
- Frederik Magle, Kosmos pour trompette et orgue
- Bohuslav Martinů, Sonatina for Trumpet & Piano, H. 357
- Kevin McKee, Centennial Horizon pour trompette et piano
- Sergiu Natra, Musique pour harpe et trois instruments à cuivre
- Philip de Oliveira, Fanfare pour trompette et piano
- Johann Ludwig Krebs,
  - Fantaisie en do majeur pour trompette et orgue
  - Fantaisie en ré majeur pour trompette et orgue
- Karl Pilß, Sonate pour trompette et piano (1935)
- Bryan Page, Meditation on America pour trompette et orgue
- Julien Porret, 14e Solo de Concours pour trompette et piano
- Robert Pound, Sleep Cycle pour trompette et piano
- William Presser, Suite pour trompette et piano
- Brandon Ridenour,
  - Fantasy on Malaguena pour trompette et piano
  - Scherzo pour trompette et piano
  - Sonate pour trompette et piano
  - Theme and Variations on Chopsticks pour trompette et piano
- Verne Reynolds, 
  - Fantasy-Etudes pour trompette et piano
  - Sonate pour trompette et piano
- Jean-Baptiste Robin, Récits Héroïques pour trompette et orgue
- David Sampson, The Mysteries Remain pour trompette et orgue
- Sōmei Satō, Hikari(Light) pour trompette et piano
- Joseph Guy Ropartz, Andante et Allegro pour trompette et piano
- Sergio Schmilovich, Infinitum pour trompette et piano
- Daniel Schnyder, Sonate pour trompette et piano
- Adam Schoenberg, Separated by Space pour trompette et piano
- Nikos Skalkottas, Concertino pour trompette et piano
- James Stephenson, 
  - 2/2 Tango pour trompette et piano
  - 'Bagatelle pour trompette piccolo avec piano ou orgue
  - Burden of Destiny pour trompette et piano
  - Divertimento pour trompette piccolo et orgue
  - Fanfare for an Angel pour trompette et orgue
  - Fantasie pour trompette et piano
  - Glimmers of Hope pour trompette et orgue
  - Mutation pour trompette et piano
  - Reflections pour trompette et piano
  - Remember Forward pour trompette et piano
  - Serendipity pour trompette et piano
  - Sonate pour trompette et piano
  - Song pour trompette avec piano ou orgue
  - Sound and Fury pour trompette et orgue
  - Variations sur un thème de Haydn pour trompette et piano
- Max Stern, Tamid pour trompette et piano
- Halsey Stevens, Sonate pour trompette et piano
- John Stevens, Sonate pour trompette et piano
- Dwight Stone, Pastorale pour trompette et piano
- Robert Suderburg, 
  - Chamber Music VII ("Ceremonies"), pour trompette et piano
  - Chamber Music VIII (Sonata for trumpet and piano)
- Germaine Tailleferre, 
  - Choral for trumpet and piano
  - Galliarde for trumpet and piano
- Henri Tomasi, Triptyque for trumpet and piano
- Joseph Turrin, 
  - Caprice for trumpet and piano
  - Three Episodes for trumpet and piano
  - Four Miniatures for trumpet and piano
  - Two Portraits for trumpet with Flugelhorn double and piano
  - Fandango for trumpet, trombone and piano
  - Escapade for piccolo trumpet and piano
- Pavel Josef Vejvanovský, Sonata a 4 in G minor for trumpet and organ
- Giovanni Viviani,
  - Sonata No. 1 for trumpet and organ
  - Sonata No. 2 for trumpet and organ
- Alec Wilder, Sonata for trumpet and piano
- Charles Wuorinen, Nature's Concord for trumpet and piano

## Musique de chambre avec trompette
- Tomaso Albinoni, Concerto pour trompette, 3 hautbois et basse continue en do majeur
- Andy Akiho, 
  - "the rAy's end" pour trompette, violon et ténor pan
  - Six Haikus pour trompette, trombone, clarinette basse et voix de baryton
- George Antheil, Symphonie pour cinq instruments pour flûte, basson, trompette, trombone et alto
- Georges Aperghis, Trio pour flûte, clarinette et trompette.
- Mark Applebaum, Administocracy pour trompette, trombone, clarinette basse et voix de baryton
- José Ardévol, "Música de Cámera para seis instrumentos" pour flûte, clarinette, basson, trompette, violon et violoncelle.
- Andrew Ardizzola, Distances Between Us pour trompette, saxophone et piano
- Georges Auric, Suite pour clarinette, basson, trompette, violon, violoncelle et piano, musique de scène pour Marlborough s'en va-t'en guerre.
- Jean-Sébastien Bach, Concerto brandebourgeois n° 2 en fa majeur, BWV 1047
- Vykintas Baltakas, RiRo pour soprano et trompette
- David Baker, "Hommage à l'Histoire" pour clarinette, trompette, trombone, percussion, violon et contrebasse.
- Helmut Barbe, "Miniaturen zu dem Lustspiel, Zwei Herren aus Verona" pour clarinette, trompette, trombone, contrebasse, percussion et piano.
- Greg Bartholomew, Summer Suite pour trompette et quatuor à cordes ou quatuor de saxophones.
- Howard Bashaw, 
  - New Rage for Now Age pour piano, trompette, trombone, percussion, saxophone.
  - Timepieces pour piano, violon, violoncelle, trompette
- Luciano Berio,
  - Kol-Od pour trompette et ensemble de chambre
  - Sequenza X (en) pour trompette et piano
- Harrison Birtwistle, Hoquetus Petrus pour trompette piccolo et 2 flûtes
- Walter Blanton, 
  - "Variants II" pour clarinette, trompette, violon, contrebasse, piano et percussion.
  - Sonate pour trompette, violon, 2 altos et basse continue n°4 en do majeur, C. 117
  - Sonate pour trompette, violon, 2 altos et basse continue n° 10 en sol mineur, C. 123
- Larry Bitensky, The Other Side concertino pour trompette et ensemble de chambre
- Anonimo Bolognese, Concerto Op. 4, n°7  pour trompette, 2 violons, violoncelle et basse continue.
- Oren Boneh, 
  - Five Fantasies pour trompette, trombone, clarinette basse et voix de baryton
  - Concave pour mezzo-soprano, baryton, trompette, trombone et ensemble de chambre.
  - Wind, Water, Clouds and Fire pour trompette jazz, orgue improvisé, marimba improvisé, 4 chœurs et ensemble.
- Taylor Brook, Ouaricon Songs, Vol. 2 pour trompette, trombone, clarinette basse et voix de baryton.
- Howard J. Buss, 
  - Contrasts in Blue pour trompette, trombone et piano
  - Remembrances pour trompette, violoncelle et piano.
  - Atmospheres pour trompette/flugelhourn et percussion.
  - Incantation pour trompette et percussion
- Christian Carey, 
  - A Lady pour trompette et soprano
  - Prayer pour trompette, trombone, clarinette basse et voix de baryton
- Alfredo Casella, 
  - Serenata pour clarinette, basson, trompette, violon et violoncelle
  - Sinfonia pour piano, clarinette, trompette et violoncelle, op. 54
- Yves Chardon, Sonate pour trompette en ré et violoncelle op. 21
- Annick Chartreux, Le 'dit' de L'ombre pour trompette, quatuor à cordes et violoncelle solo.
- Aldo Clementi, "Studi per Tromba, Violino e Pianoforte" (Études pour trompette, violon et piano)
- Shai Cohen, 
  - Circles of Time pour trompette et quatuor à cordes
  - Encounters pour trompette et piano
- Ornette Coleman, The Sacred Mind of Johnny Dolphin pour double quatuor à cordes, trompette et percussion
- Carson P. Cooman, 
  - "Chorale and Courante" pour trompette et contrebasse
  - "Lyric Trio" pour trompette, violoncelle et piano
  - Quintette pour trompette et cordes
  - "Sun Songs" pour trompette et violon
  - "Un Regard Eloigne" pour bugle et violoncelle
- Arcangelo Corelli, Sonate en ré majeur pour trompette, 2 violons et basse continue
- Gyula Csapó, Handshake after Shot pour deux trompettes à sourdine, hautbois, orgue électrique et boîte en carton suspendue.
- Chaya Czernowin, IRRATIONAL pour trompette, trombone, clarinette basse et voix de baryton.
- Peter Maxwell Davies, Quintette pour trompette et quatuor à cordes
- Vincent d'Indy, Suite dans le style ancien pour deux flûtes, trompette, deux violons, alto, violoncelle, op. 24
- Jonathan Dawe, A Ship of Fools pour trompette, trombone, clarinette basse et voix de baryton
- Rob Deemer, Thalia Fields pour bugle et soprano
- Nick Didkovsky, Firm, soapy hothead pour trompette, trombone, clarinette basse et voix de baryton
- Brett William Dietz, Atomic Cocktail pour trompette et violon
- Axel Dörner, Komposition pour streichquartett et trompete
- Amy Dunker, 
  - Etesian Traveller pour trompette, vibraphone et piano
  - White Moon pour trompette et clarinette
- Ty Emerson, Quatuor n° 2 pour flûte, trompette, violoncelle et percussion
- Donald Erb, Dance Pieces pour violon, piano, trompette et percussion
- Robert Erickson, Night Music
- Thierry Escaich, 
  - Antiennes oubliées pour violon, violoncelle, flûte, saxophone, trompette, trombone et percussion
  - Élégie pour trompette et ensemble instrumental
- Eric Ewazen (en), 
  - "Mandala", pour flûte, clarinette, trompette, violon et violoncelle.
  - Quintette pour trompette et cordes
  - Trio pour trompette, violoncelle (alto, trombone ou flûte) et piano.
  - Trio en mi bémol pour trompette, violon et piano
- Mohammed Fairouz, 
  - Meditation pour saxophone alto, trompette et contrebasse amplifiée.
  - Three Shakespeare Songs pour clarinette, basson, trompette, trombone, harpe, mezzo soprano, violon, contrebasse.
- Lorenzo Ferrero, Variations de la liberté pour trompette et ensemble de chambre.
- David Franzson, Longitudinal Study #1 pour trompette, trombone, clarinette basse et voix de baryton
- Reiko Füting, 
  - eternal return (Passacaglia) pour trompette et soprano
  - Land of Silence pour trompette, trombone, clarinette basse et voix de baryton
  - mo(nu)ment for C pour trompette, trombone, clarinette basse et voix de baryton.
- Jeffrey Gavett, 
  - Musicorum et Cantorum pour trompette, trombone, clarinette basse et voix de baryton.
  - Proof of Concept for Floating Child pour trompette et soprano
- Robert Gilliam, Trio pour violon, trompette et violoncelle
- David Gillingham, Tourbilion, Whirlwind trio pour violon, trompette et piano
- Alexei Haieff, "Dance Suite : Princesse Zondilda et son entourage" pour flûte, basson, trompette, violon, violoncelle et piano.
- Richard Halligan, Dialogues, pour trompette, piano et percussion.
- Gilles Herbillion, 
  - "Arban" pour trompette, violoncelle et piano
  - "Elegie" pour trompette et violoncelle
- Paul Hindemith, 
  - "Drei Stücke" pour clarinette, trompette, violon, contrebasse et piano
  - "Tafelmusik" pour flûte, deux trompettes, violon et violoncelle
- Johann Nepomuk Hummel, "Septett Militaire in C major" pour piano, flûte, violon, clarinette, violoncelle, trompette et contrebasse, op. 114.
- Charles Ives, 
  - "Allegretto Sombreoso" pour flûte, trompette, trois violons et piano.
  - "Fugue en quatre tons sur le rivage brillant" pour flûte, trompette, deux violons, alto, violoncelle et contrebasse.
  - "Scherzo (all the way around and back)" pour flûte, trompette, violon, piano et percussion.
- Evan Johnson, my pouert and going ouer pour trompette, trombone, clarinette basse et voix de baryton
- Vincent A. Jockin, Quintet, Op. 27, No. 1, pour trompette et quatuor à cordes
- André Jolivet, 
  - Heptade pour trompette et percussion
  - "12 Inventions" pour quintette à vent, trompette, trombone et quintette à cordes.
- Susan Kander, "Two Tricky Tales", pour narrateur, clarinette, trompette, percussion, violon et violoncelle.
- Finnur Karlsson, Happy, happy hell in that they pour trompette, trombone, clarinette basse et voix de baryton.
- Jan Koetsier, "Duo Giocoso" pour trompette et alto
- Jo Kondo, "Durante l'Inverno"
- Andy Kozar, 
  - On the End and Being Forgotten pour trompette(s) et guitare électrique
  - Mass pour trompette, trombone, clarinette basse et voix de baryton
  - To Keep My Loneliness Warm pour trompette, trombone, clarinette basse et voix de baryton.
- György Kurtag, "Rücklick" pour trompette, contrebasse et deux pianos.
- William Lang, Sciarrino Songs pour trompette, trombone, clarinette basse et voix de baryton.
- Hannah Lash, 
  - Music for Eight Lungs pour trompette, trombone, clarinette basse et baryton.
  - Stoned Prince pour trompette, trombone, clarinette basse et voix de baryton.
  - The Shepherdess and the Chimney Sweep pour trompette, trombone, clarinette basse, voix de baryton et harpe.
- George Lewis, Apis pour trompette, trombone, clarinette basse et voix de baryton.
- Lei Liang, Lakescape V pour trompette, trombone, clarinette basse et voix de baryton
- Liza Lim, 
  - Ehwaz pour trompette et percussion
  - Songs Found in Dream pour hautbois, clarinette, saxophone, trompette, 2 percussionnistes, violoncelle et basse.
  - Veil pour flûte, clarinette, trompette, percussion, piano, violon et violoncelle.
- Alexandre Lunsqui, 
  - Guttural I-IV pour trompette, trombone, clarinette basse et voix de baryton.
  - Solis pour trompette et soprano
- Keeril Makan, Becoming Unknown pour flûte/flûte basse, clarinette en la/clarinette basse, trompette, contrebasse
- Yan Maresz, Metallics pour trompette solo et ensemble
- Jonathan Marmor, Monitor pour flûte, trompette, cor et 7 synthétiseurs
- Bohuslav Martinů, "La Revue de Cuisine" pour clarinette, basson, trompette, violon, violoncelle et piano.
- Alessandro Melani, 
  - Cantate "All'armi, pensieri" pour soprano, trompette, violoncelle et basse continue.
  - Cantata "Quai bellici accenti" pour soprano, trompette, violoncelle et basse continue.
- Darius Milhaud, 
  - musique de scène "Hécube" pour flûte, clarinette, basson, trompette et percussion, op. 177.
  - Jules César, musique de scène pour flûte, clarinette (ou saxophone), trompette, tuba et percussion, Op. 158
  - Macbeth, musique de scène pour flûte, clarinette, basson, violon, violoncelle, trompette et percussion, op. 175
- Alex Mincek, 
  - Number May Be Defined pour trompette, trombone, clarinette basse et voix de baryton.
  - Poco a Poco pour flûte, clarinette, trompette, piano, violon, alto, violoncelle.
- Erik Morales, "Passion Dance" (Danse de la passion)
- Frederick Naftel, "Broken Consort" pour trompette, trombone, violon et alto
- Václav Nelhýbel, "Quintetto Concertante" pour trompette, trombone, violon, xylophone et piano.
- Maria Newman, Kestrel and Leonardo pour trompette et alto
- Ketty Nez, contour(t) pour trompette, marimba et vibraphone
- Juhani Nuorvala, "Twitching Gait" pour flûte, clarinette, trompette, violon et violoncelle
- Leroy Osmon,
  - Concerto pour trompette, vents et percussions
  - Concertino pour trompette, violoncelle et 8 percussionnistes
  - Sonatine pour trompette et alto
- Bryan Page, Variations on a Theme by Jack pour cornet et guitare
- John Payne, "Quartet" pour saxophone alto, trompette, alto et contrebasse
- Larry Polansky, lissatoods pour trompette, voix, percussion et instrument harmonique
- Francis Poulenc, 
  - Quatre poèmes de Max Jacob pour voix, flûte, hautbois, basson, trompette et violon.
  - Suite française pour 2 hautbois, 2 bassons, 2 trompettes, 3 trombones, percussion et clavecin.
- Prentzl, Sonate pour trompette, basson et basse continue
- William Presser, "Trois duos" pour trompette et contrebasse
- Augusto Rattenbach, Serenata pour flûte, clarinette, trompette et violoncelle
- Eric Richards, Fire, fire! pour trompette, trombone, clarinette basse et voix de baryton
- Brandon Ridenour, Music for Trumpet and Djembe (Musique pour trompette et djembé)
- Scott Robins, "Three Blues" pour trompette et violoncelle
- David Rosenboom, Trio pour clarinette, trompette et basse
- David Rothenberg, Trio pour clarinette, trompette et violoncelle
- Frederic Rzewski, Trio pour flûte, trompette et piano
- Camille Saint-Saëns, Septuor pour cordes, piano et trompette, op. 65
- David Sampson, Passage pour alto et bugle
- David Sampson, Three Sides pour trompette, vibraphone et piano
- Alessandro Scarlatti, Cantate "Su le sponde del Tebro" pour soprano, trompette, 2 violons, violoncelle et basse continue.
- Peter Schat, "Due Pezzi" pour flûte, trompette, violon et percussion.
- Peter Schickele, "Music for Judy", pour trompette et quatuor à cordes
- Karl Schiske, "Musik für Klarinette, Trompete und Bratsche", pour trompette et quatuor à cordes.
- Daniel Schnyder,
  - 'ARABESQUE' pour tp et 2 percussionnistes
  - "Iron Tetrapod" pour 2 cors et tb
  - "EUPHORIA" pour quintette de cuivres et clarinette ou sax soprano
- William Schmidt, "Jazzberries" pour trompette, violoncelle et piano
- Dieter Schnebel, HD pour trompette et 9 Harley-Davidson
- Ruth Schönthal, "Trompetengesänge" pour trompette, mezzo soprano, violon, violoncelle, piano et percussions.
- Adam Schoenberg, "Ailtyud" pour flûte, clarinette, basson, saxophone alto et trompette.
- Elliot Schwartz, 
  - "Music" pour hautbois, trompette et violoncelle
  - Sinfonia Juxta pour 2 trompettes, piano et percussion
- Charlotte Seither, Waiting for T pour trompette, trombone, percussion et violoncelle.
- Alex Shapiro, Elegy pour trompette, violoncelle et piano
- Roberto Sierra, "Piezas Caracteristicas" pour clarinette basse, trompette, violon, violoncelle, percussion et piano.
- David Smooke, 
  - A Baby Bigger Grows Than Up Was pour trompette, trombone, clarinette basse et voix de baryton.
  - All Are Welcome pour trompette et soprano
- Heather Stebbins, Quiver pour trompette, trombone, clarinette basse et voix de baryton
- Thomas Stevens, Variations on Clifford Intervals pour trompette, vibraphone et basse.
- James Stephenson, 
  - Croatian Trio pour flûte (clarinette), trompette et piano
  - "Thinking" pour clarinette, basson, trompette, violon, violoncelle et piano.
  - Trio Sonata pour violon (ou flûte), trompette et piano
  - La Viaggio Vita pour violon (ou flûte), trompette et piano
  - Walk Slowly pour trompette, soprano et piano
- Karlheinz Stockhausen,
  - "Bassetsu Trio" pour cor de basset, trompette et trombone.
  - Erwachen' pour saxophone soprano, trompette et violoncelle.
  - Glanz' pour hautbois, clarinette, basson, trompette, trombone, tuba et alto
  - Halt pour trompette et contrebasse.
  - Quitt pour flûte alto, cor de basset et trompette piccolo.
  - Schönheit pour flûte, clarinette basse et trompette
  - "Tierkreis Trio" pour trompette/piano, flûte/piccolo et clarinette/cornebasse.
  - Vision pour trompette, ténor, mime et synthétiseur
- Wolfgang Stockmeien, Reaktionen Wk 145 pour flûte, hautbois, trompette, violon, violoncelle et piano.
- Alessandro Stradella, 
  - Sinfonia alla Serenata "Il Barcheggio" pour trompette, 2 violons, violoncelle et basse continue.
  - Sonata a 8 Viole con una Tromba en ré majeur
- Igor Stravinsky, 
  - L'Histoire du soldat pour clarinette, basson, cornet, trombone, violon, contrebasse et percussion.
  - Octuor pour flûte, clarinette, deux bassons, deux trompettes et deux trombones.
- Gerhard Sturany, Duo Op. 1 pour trompette et violon
- Carlos Surinach, Hollywood Carnival, Sketches in Cartoon, pour flûte, clarinette, trompette, contrebasse et percussion.
- William Sydeman, 
  - Duo pour trompette et contrebasse amplifiée
  - Quatuor pour clarinette, trompette, violon et contrebasse
- Mark Alan Taggart, "Song at Sunset" pour trompette et quatuor à cordes
- Alexandre Tansman, Divertimento pour hautbois, clarinette, trompette, violoncelle et piano
- Georg Philipp Telemann,
  - Air pour trompette et basse continue en ré, TWV41:C1
  - Quatuor pour trompette, 2 hautbois et basse continue en ré, TWV43:D7
  - Quintette pour trompette, violons, alto et basse continue en ré, TWV44:1
  - Sinfonia Spirituosa en ré majeur (2 violons, alto et basse continue, trompette ad libitum)
- László Tihanyi, L'épitaphe du soldat pour clarinette, basson, trompette, trombone, percussion, violon et basse.
- Virgil Thomson, Sonata da Chiesa pour clarinette en mi bémol, trompette, cor, trombone et alto.
- Antoine Tisne, "Strates Colorees" pour hautbois, cor anglais, trompette, trombone et alto
- Giuseppe Torelli, Sonate pour cordes et trompette
- Manos Tsangaris, Tafel 3 pour trompette/zugtrompete/flugelhorn à quarts de ton/piccolo, soprano, percussion et générateur de bruit (quatre joueurs dans un arbre).
- Edgard Varèse, Octandre pour sept instruments à vent et contrebasse
- Massimiliano Viel, "Pulsars in M5" pour trompette, trio de cuivres, quatuor à cordes et sons électroniques
- Kevin Volans, 
  - "Trumpet and String Quartet No. 1" (trompette et quatuor à cordes n° 1)
  - "Trumpet and String Quartet No. 2" (trompette et quatuor à cordes n° 2)
- André Waignein, Brass Spectacular pour dix instruments
- Anton Webern, "Fünf Geistliche Lieder" pour flûte, clarinette, trompette, harpe, violon et soprano.
- Paul Wehage, "Idylle" pour trompette, deux violons, alto, violoncelle et orgue
- Natalie Williams, Lullaby pour ensemble de cuivres, percussion et 2 violoncelles
- Christian Wolff,
  - Boras Song pour cor, trompette, violon et piano.
  - Duo 6 pour trompette et violon
  - For six or seven players (= Music for Merce Cunningham) pour violon, alto, trompette, trombone, piano et basse.
  - Mosaic Trio pour trompette, violon et piano
  - Nine pour flûte, clarinette, cor, trompette, trombone, céleste, piano et deux violoncelles.
  - Pulse pour trompette et percussion
  - Trio pour flûte, trompette et violoncelle
  - Variation pour trompette, percussion et basse avec projection sonore.
- Scott Wollschleger, 
  - Bring Something Incomprehensible Into This World pour trompette et soprano
  - What Is The Word pour trompette, trombone, clarinette basse et voix de baryton
- Stefan Wolpe, 
  - Piece for Trumpet and Seven Instruments (Pièce pour trompette et sept instruments)
  - Quartet pour trompette, saxophone ténor, percussion et piano.
- Scott Worthington, 
  - Infinitive pour trompette, trombone, clarinette basse et voix de baryton
  - SILENCE (every spell is muted) pour trompette et soprano.
- Charles Wuorinen, Alphabetical Ashbery pour trompette, trombone, clarinette basse et voix de baryton.
- Roly Berger Yttrehus, Sextet pour cor, trompette, percussion, piano, violon et contrebasse.

## Œuvres pour trompette et orchestre
- Michael Abels, American Variations on "Swing Low, Sweet Chariot" (Variations américaines sur "Swing Low, Sweet Chariot")
- John Adams, Tromba Iontana pour deux trompettes et orchestre
- John Addison, Concerto pour trompette, cordes et percussions (1958)
- Tomaso Albinoni, 
  - Sonata a sei con tromba en do majeur (pour trompette, 2 violons, 2 altos et basse continue)
  - Sinfonia en ré majeur pour le premier acte de Zenobia (pour trompette, 2 violons, 2 altos, violoncelle et basse continue)
  - "Vien con nuova orribil guerra" de La Statira pour soprano, 2 trompettes, 2 hautbois, cordes et basse continue.
- Boris Alexandrov, Concerto pour trompette et orchestre
- Leroy Anderson, A Trumpeter's Lullaby
- Iosif Andriasov, 
  - Concertino pour trompette et orchestre, op. 14
  - Passacaglia pour trompette, trombone et orchestre à cordes, Op. 22
  - Esquisse musicale pour trompette et orchestre de chambre, Op. 23a
- Malcolm Arnold, Concerto pour trompette
- Richard Ayres, No. 31 (NONcerto pour trompette)
- Alexander Arutiunian, Concerto pour trompette en la bémol majeur (1950)
- Vazha Azarashvili, Concerto pour trompette et orchestre
- Aziz Azizov, Concerto pour trompette et orchestre
- Nicolas Bacri, Concerto Episodes pour trompette et orchestre
- Valentinas Bagdonas, Concerto pour trompette et orchestre
- Gennady Banshchikov, Concertino pour trompette et orchestre
- Henry Barraud, Symphonie concertante, pour trompette et orchestre
- Greg Bartholomew, Summer Suite pour trompette et orchestre de chambre ou à cordes
- Nicholas Berdiev, 
  - Concerto n° 1 pour trompette et orchestre
  - Concerto n° 2 pour trompette et orchestre
  - Concerto n° 3 pour trompette et orchestre
  - Concerto n° 4 pour trompette et orchestre
- Luciano Berio, Kol-Od (Chemins VI)
- Lauren Bernofsky, Concerto pour trompette et orchestre (1998)
- Harrison Birtwistle, Endless Parade, pour trompette, vibraphone et cordes
- B. Blagovidov, Concerto pour trompette et orchestre
- Herbert Blendinger, Concerto barocco pour trompette et orchestre (1977)
- Ernest Bloch, Proclamation
- Ya Bobokhidze, Concerto pour trompette et orchestre
- I. Bobrovski, Concerto pour trompette
- Oskar Böhme, Concerto pour trompette, op. 18
- Sergueï Bolotine, Concerto pour trompette et orchestre
- Yevgeny Brusilovsky, Concerto pour trompette et orchestre
- Howard J. Buss, Skylines pour trompette et orchestre
- Dimitrije Bužarovski, Concerto pour trompette et cordes Op. 58
- Charles Chaynes, 
  - Concerto pour trompette n° 1
  - Concerto pour trompette n° 2
- Chen-Bao, Concerto pour trompette
- Domenico Cimarosa, Concerto pour trompette en do majeur (transcrit du Concerto pour hautbois)
- Jeremiah Clarke, Suite in D
- Aaron Copland, Quiet City pour trompette, cor anglais et cordes
- Joseph Curiale, Blue Windows.
- Peter Maxwell Davies, 
  - Concerto pour trompette
  - Strathclyde Concerto No. 3, pour cor, trompette et orchestre
- Tansy Davies, Spiral House pour trompette et orchestre
- Alfred Desenclos, Incantation, Threne et Danse
- B. Domoratzky, Concerto pour trompette et piano
- Nikolay Dremliuga, Concerto pour trompette et orchestre
- Joe Drew, Haydn's Retrofitted Trumpet Concerto (Concerto pour trompette modifié)
- Enke, Concerto pour trompette
- Péter Eötvös, 
  - Jet Stream
  - Snatches of a Conversation, pour trompette à double pavillon, haut-parleur et ensemble
- Thierry Escaich, Résurgences pour trompette et orchestre
- N. Evstratov, Concerto pour trompette
- Harold Farberman, Double Concerto for Single Trumpet (Double concerto pour une seule trompette)
- Johann Friedrich Fasch, Concerto pour trompette en ré majeur, FWV L:D1
- Léonid Feigin, Concerto pour trompette et orchestre
- Grigory Feldman, Concerto pour trompette
- Lorenzo Ferrero, Two Cathedrals in the South, concertino pour trompette et orchestre à cordes
- Ron Ford, Gabriel
- Petronio Franceschini, Sonate en ré majeur pour 2 trompettes, cordes et continuo
- Luca Francesconi, Hard Pace, pour trompette et orchestre
- Baldassare Galuppi, Alla tromba della Fama pour soprano, trompette, cordes et basse continue.
- A. Geifman, Concerto pour trompette
- Michael Gilbertson (compositeur), Concerto pour trompette et orchestre
- Alexandre Goedicke, Étude de concert pour trompette et orchestre, Op. 49
- Vadim Gomoliaka, Concerto pour trompette
- Edward Gregson, Concerto pour trompette, cordes et timbales
- Joseph Arnold Gross, Concerto pour trompette en ré majeur
- HK Gruber, Aerial
- Joachim Gruner, Concerto pour trompette et orchestre n° 1
- Rashid Gubaidullina, Concerto pour trompette
- Robert Lewis Hall, Concerto pour orchestre à cordes, quatre trompettes, clavier et harpe
- Iain Hamilton, Circus pour deux trompettes et orchestre
- George Frideric Handel, 
  - Overture to "Atalanta" pour trompette et orchestre
  - Concerto pour trompette n°9 en si bémol majeur
  - Mr. Handel's Celebrated Water Piece, pour trompette et cordes.
- Joseph Haydn, Concerto pour trompette en mi bémol majeur
- Michael Haydn,
  - Concerto pour trompette en do majeur, MH 60
  - Concerto pour trompette en ré majeur, MH 104
- Bernhard Heiden, Concerto Music pour trompette et orchestre
- Piers Hellawell, Cors de chasse, pour trompette, trombone et orchestre
- Hans Werner Henze, Requiem
- Johann Wilhelm Hertel, Double Concerto en mi bémol majeur pour trompette et hautbois
- Jacques Hétu, Concerto pour trompette et petit orchestre, Op. 43
- Arthur Honegger, Symphonie n° 2 pour cordes et trompette
- Alan Hovhaness, Prayer of St. Gregory, Op. 62b, pour trompette en si bémol et cordes (ou orgue)
- Johann Nepomuk Hummel, Concerto pour trompette en mi majeur
- Charles Ives, The Unanswered Question pour trompette et orchestre
- B. Iarovinskii, Concerto pour trompette
- Léonid Israelevich, Concert-Poème pour trompette et orchestre
- André Jolivet,
  - Concertino pour trompette, cordes et piano
  - Concerto pour trompette n° 2
- Jan Kapr, Omaggio alla Tromba pour 2 trompettes et orchestre
- Sabir Karim-Khodzhi, 
  - Concerto n° 1 pour trompette et orchestre
  - Concerto n° 2 pour trompette et orchestre
- Lev Kogan, Concerto pour trompette
- Lev Kolodub, Concerto pour trompette et orchestre
- Tomas Korganov, Concerto pour trompette, op. 21
- Peter Jona Korn, Concerto pour trompette
- Aleksandr Krasotov, Concerto pour trompette et orchestre
- Vladimir Kriukov, Concerto-poème, opus 59, pour trompette et orchestre
- Hanna Kulenty, Concerto pour trompette
- Kuddus Kuzhamiarov, Concerto pour trompette et orchestre
- Raoul Laparra, Suite Italienne
- Yakov Lapinskii, Concerto pour trompette et orchestre
- I. Lapshan, Concerto pour trompette
- William Latham, Suite pour trompette et orchestre
- Svetlana Leonchik, Concerto pour trompette et orchestre
- I. Leonov, Concerto pour trompette
- Lowell Liebermann, Concerto pour trompette et orchestre, Op. 64
- A. Luppov, Concerto pour trompette
- James MacMillan, Epiclesis
- Léo Malter, Concertino pour trompette
- Albert Markov, Concertino pour trompette
- Frank Martin (compositeur), Concerto pour sept instruments à vent, timbales, percussions et orchestre à cordes (1949)
- Georges Marty, Choral pour trompette et orchestre
- Martín Matalon, Trame V (1949)
- Jekabs Medin, Concerto pour trompette
- Darius Milhaud
  - Symphonie concertante pour basson, cor, trompette, contrebasse et orchestre, Op.376
  - La couronne de gloire, Cantate pour voix et ensemble de chambre (flûte, trompette, cordes), Op. 211
- Johann Molter, Concerto pour trompette n° 1 en ré
- O. Moralev, Concertino pour trompette
- Paul Moravec, Songs of Love and War pour baryton, trompette, chœur et cordes
- Leopold Mozart, Concerto pour trompette en ré majeur
- Aleksandr Mulyar, Concerto pour trompette
- Timur Mynbaev, Concerto pour trompette
- Johann Baptist Georg Neruda, Concerto en mi bémol pour trompette et cordes
- Arkady Nesterov, Concerto pour trompette et orchestre
- Olga Neuwirth, ... miramondo multiplo..., pour trompettes en ut et piccolo et orchestre.
- Christopher Norton, Concertino pour trompette et cordes
- Chari Nurymov, Concerto pour trompette et orchestre
- Sean O'Boyle, Lonseome Prairie
- D. Osinovskii, Concerto pour trompette
- Leroy Osmon, Ballade pour trompette, piano et cordes
- Alexandria Pakhmutova, Concerto pour trompette et orchestre
- Fabian Panisello, Concerto pour trompette
- Andrzej Panufnik, Concerto in modo antico pour trompette, 2 harpes, clavecin et cordes
- Arvo Pärt, Concerto Piccolo über B-A-C-H pour trompette, cordes, clavecin et piano.
- Stephen Paulus, Concerto pour deux trompettes.
- Giacomo Antonio Perti, Sinfonia to 'L'Inganno scoperto per Vendetta' (1691) pour trompette, cordes et basse continue.
- Vladimir Peskin, 
  - Concerto n° 1 pour trompette
  - Concerto n° 2 pour trompette
  - Concerto n° 3 pour trompette
- Matthias Pintscher, 
  - Celestial Object I pour trompette et ensemble
  - Occultation pour cor solo, trompette solo et ensemble
- Anthony Plog, Concerto pour trompette no. 1
- Amilcare Ponchielli, Concerto pour trompette en fa majeur
- Gerhard Präsent, Himmelslicht concerto pour trompette et orchestre
- Gene Pritsker, Sonnets pour trompette et orchestre à cordes
- Henry Purcell, Sonate pour trompette et cordes Z.850
- Yerkegali Rakhmadiev, Concerto pour trompette et orchestre
- Samuil Ratner, Concerto pour trompette
- Franz Richter, Concerto pour trompette en ré majeur
- Wolfgang Rihm, Marsyas Rhapsody for Trumpet, Percussion & Orchestra (Rhapsodie de Marsyas pour trompette, percussion et orchestre)
- Vivian Adelberg Rudow, Eaux sombres
- Aulis Sallinen, Sunrise Serenade Op. 63, 2 trompettes, piano et orchestre à cordes
- David Sampson,
  - Sérénade pour bugle et orchestre
  - Triptyque pour trompette et orchestre
- R. Murray Schafer, The Falcon's Trumpet (La trompette du faucon)
- Daniel Schnyder Concerto pour trompette et orchestre
- Il'ya Shakhov, Concerto romantique
- Rodion Konstantinovich Shchedrin, Concerto pour trompette et orchestre
- Viacheslav Shchelokov,
  - Concerto n° 1 pour trompette et orchestre
  - Concerto n° 2 pour trompette et orchestre
  - Concerto n° 3 pour trompette et orchestre
  - Concerto, "Children's Concerto" pour trompette et orchestre
- Yuri Shchurovskii, Concerto pour trompette
- Dimitri Chostakovitch, Concerto en do mineur pour piano, trompette et orchestre à cordes, op. 35
- Nikolay Silvanskii, Concerto pour trompette et orchestre
- Antonio Spadavecchia, Concerto pour trompette et orchestre
- James Stephenson,
  - Concerto n° 1 pour trompette et orchestre
  - Cousins pour trompette, saxophone et orchestre
  - Rextreme : Concerto No. 2 pour trompette et orchestre
  - The Russian Concerto pour trompette, piano et orchestre à cordes
  - Tribute to Louis Armstrong pour trompette et orchestre
- Karlheinz Stockhausen, Michaels Reise um die Erde' pour trompette et orchestre
- Simon Stockhausen, Windschatten pour bugle, orchestre et électronique
- Gottfried Heinrich Stölzel, Concerto pour trompette en ré.
- R. Svirskii, Concertino pour trompette
- Germaine Tailleferre, Sinfonietta pour trompette, cordes et tympanon
- Otar Taktakishvili, Concerto pour trompette et orchestre
- Eino Tamberg, Concerto pour trompette et orchestre
- Giuseppe Tartini, Concerto pour trompette en ré
- Georg Philipp Telemann,
  - Concerto pour trompette n° 1 en ré majeur TWV51:D7
  - Concerto pour 2 hautbois et trompette en ré majeur TWV 53:D2
  - Sonate pour trompette et cordes en ré majeur, TWV 41:DA3 également connu sous le nom de Quintette pour trompette, violons, alto et basse continue en ré, TWV44:1
  - Concerto pour trompette en do mineur (concerto pour hautbois transcrit par M. Andre) TWV51:c1
- Otar Tevtoradze, "Concerto pour trompette
- Henri Tomasi, Concerto pour trompette et orchestre
- Giuseppe Torelli, 
  - Sinfonia con tromba
  - Concerto pour trompette en ré majeur
- Bogdon Trotsiuk, Concert-Symphonie pour trompette
- Rezvan Tsorionti, Concerto pour trompette
- Vladimir Tsybin, Concerto pour trompette et orchestre
- Fisher Tull, Rhapsodie pour trompette et orchestre
- Mark-Anthony Turnage, 
  - From the Wreckage (De l'épave)
  - Dispelling the Fears pour deux trompettes et orchestre
- Joseph Turrin, Concerto pour trompette et orchestre
- Moïsei Vainberg, Concerto pour trompette et orchestre, op. 95
- Sergueï Vasilenko, Concerto pour trompette et orchestre, op. 113
- A. Vasilev-Aslamas, Concerto Rhapsody pour trompette
- Antonio Vivaldi, 
  - Concerto pour deux trompettes et cordes en do majeur, RV. 537
  - "Combatta un gentil cor" de Tito Manlio pour soprano, trompette, cordes et basse continue RV 738
- Michael Blake Watkins, Concerto pour trompette
- Mieczyslaw Weinberg, Concerto pour trompette et orchestre, op. 94
- John Williams, Concerto pour trompette
- Joe Wolfe, Concerto pour trompette
- Luigi Zaninelli, 
  - Aria festiva pour trompette, chœur de trompettes et orchestre
  - Autumn Music, pour trompette et cordes
- Marc'Antonio Ziani, "Trombe d'Ausonia" de "La Flora" pour soprano, trompette et basse continue.
- Bernd Alois Zimmermann, "Nobody Knows De Trouble I See", pour trompette et orchestre.

## Œuvres pour trompette et ensemble d'instruments à vent
- Mary Jeanne van Appledorn, Concerto pour trompette et orchestre d'harmonie
- Richard Rodney Bennett, Concerto pour trompette et orchestre à vent
- Jerry Bilik, Concerto pour trompette et orchestre d'harmonie
- Larry Bitensky, 
  - Awake You Sleepers pour trompette et orchestre à vent
  - The Closing of the Gates pour trompette et ensemble à vent.
- Jeffrey Boehm, Homage for Dave and Dolly pour trompette et orchestre d'harmonie
- Henry Brant, Concerto pour saxophone alto ou trompette et neuf instruments
- Timothy Broege, Concert Piece pour trompette et orchestre d'harmonie
- Robert Farnon, Blow the Wind Southerly pour trompette et symphonie à vent
- Jean Françaix, Le Gai Paris pour trompette et orchestre à vent
- David Gillingham, When Speaks the Signal Trumpet-Tone pour trompette, bugle, trompette piccolo et ensemble à vent.
- Stephen Gryc, Evensong pour trompette et ensemble à vent
- Daron Hagen, Concerto pour bugle et ensemble à vent
- Walter Hartley, Concertino pour trompette et ensemble à vent
- Alan Hovhaness, Return and Rebuild the Desolate Places pour trompette et orchestre à vent
- Karel Husa, Concerto pour trompette et orchestre à vent
- William Latham, Fantaisie pour trompette et orchestre à vent
- Peter Lawrence, Dialogue pour trompette, cornet et orchestre d'harmonie
- Istvan Lendvay, Concerto pour trompette et orchestre à vent
- Jukka Linkola, Tango-Tarantella pour trompette et orchestre symphonique
- William Linn, Concerto Grosso pour trio de cuivres et vents
- John Mackey, Antique Violences : Concerto pour trompette " avec vents, cuivres et percussions.
- Martin Mailman, Concertino pour trompette et orchestre
- Leroy Osmon, "Concerto pour trompette, vents et percussions".
- Andrei Petrov, Concerto pour trompette et orchestre à vent
- Daniel Pinkham, "Serenades" pour trompette solo et orchestre à vent
- Alfred Reed, Concerto pour trompette et vents
- Jerzy Sapieyevski, Concerto pour trompette et vents
- Hale Smith, Exchanges pour trompette et orchestre
- James Stephenson, August in York pour trompette solo et orchestre d'harmonie
- James Stephenson, Duo Fantastique pour deux trompettes solo et orchestre d'harmonie
- James Stephenson, Queen of the Night Aria pour trompette piccolo et orchestre d'harmonie.
- Fisher Tull, Rhapsody pour trompette et vents
- Joseph Turrin,
  - Chronicles pour trompette et orchestre à vent
  - Fandango pour trompette, trombone et orchestre d'harmonie
  - The Sounding of the Call pour trompette et ensemble à vent
- Floyd Werle, Concertos No. 1-4 pour trompette et orchestre d'harmonie
- Maurice Whitney, Concertino pour trompette et orchestre d'harmonie
- Alec Wilder, 
  - Concerto No. 1 pour trompette et orchestre d'harmonie
  - Concerto No. 2 pour trompette, bugle et ensemble à vent
- Thorstein Wollmann, Concerto pour trompette jazz et orchestre symphonique

## Œuvres pour trompette et électronique
- Eve Beglarian, Island of the Sirens pour trompette, trombone, clarinette basse, voix de baryton et électronique.
- Christopher Biggs, "Decoherence" pour trompette et ordinateur (2014)
- Jeffrey Boehm, 
  - Dresden Abandoned pour trompette et électronique en direct
  - Ovid's Dream pour trompette et électronique temps réel
  - Reflections of Sherrie pour trompette et électronique temps réel
- Peter Burt, Auf dem Wasser zu spielen pour trompette, bande et électronique temps réel
- Howard J. Buss, "Alien Loop de Loops" pour trompette et enregistrement électronique (support fixe) Brixton Publications
- Christopher Cerrone, How to Breathe Underwater pour voix d'homme, clarinette basse, trompette, trombone, électronique préenregistrée.
- Quinn Collins, 
  - Blister pour trompette et bande magnétique
  - Nervous Aluminum Rabbit pour trompette, trombone, clarinette basse, voix de baryton et électronique.
- Chris Cresswell, all that's left is dirt and sky pour trompette, soprano et électronique
- Charles Dodge, Extensions pour trompette et bande magnétique
- Joseph Drew, I Blur Noel pour bugle quart de ton et bande magnétique
- Aaron Einbond, Central Park pour trompette, trombone, clarinette basse, voix de baryton et électronique.
- Eli Fieldsteel, "Fractus I" pour trompette et SuperCollider (2010, rév. 2012)
- David Franzson, Longitudinal Study #1 pour trompette et électronique
- Jeffrey Gavett, Moving Target pour trompette et électronique
- John Gibson, "Out of Hand" pour trompette, trombone et ordinateur (2008)
- Tyler Harrison, Flutter pour trompette et électronique
- Jonathan Harvey, Ricarcare una Melodia pour trompette et système de retardement à bande.
- William Hellermann, Passages 13-The Fire pour trompette et bande magnétique
- Eres Holz, 6 Mosaik Inventionen pour trompette, piano et électronique en direct (2004)
- Richard Johnson, "Introit" pour trompette, électronique et vidéo (2011)
- Jouni Kaipainen, Altaforte, op. 18
- Mary Kouyoumdjian, Where Once pour trompette, trombone, clarinette basse, voix de baryton et électronique
- Yannis Kyriakides, Dog Song (Cerberus serenades Orpheus) pour trompette à double pavillon, bande sonore et ordinateur.
- Hannah Lash, Secrets pour trompette et bande magnétique
- Henri Lazarof, Concertazioni pour trompette, 6 instruments et bande à 4 canaux
- Claus-Steffen Mahnkopf, 432 Park Ave. pour trompette, trombone, clarinette basse, voix de baryton et électronique.
- Ryan Manchester, Tattva pour trompette et bande magnétique
- Yan Maresz, Metallics pour trompette et électronique
- Paula Matthusen, 
  - old fires catch old buildings pour trompette, trombone, clarinette basse, voix de baryton et électronique.
  - on the imagined relations of night sounds (and silent darkness) pour trompette et électronique
- Ted Moore, fiery walls pour trompette et SuperCollider
- Angélica Negrón, dóabin pour trompette, trombone, clarinette basse, voix de baryton et électronique
- Olga Neuwirth, Addio...sognando pour trompette et bande magnétique
- Tae Hong Park, t1 pour trompette et bande magnétique
- Andrew Powell, Plasmogeny II pour trompette, électronique en direct et bande.
- Roger Reynolds, The Serpent-Snapping Eye pour trompette, percussion, piano et bande.
- David Sampson, Breakaway pour 2 trompettes et électronique
- Annette Schlünz, Copeaux, éclisses pour hautbois, clarinette basse, trompette, violoncelle et électronique.
- Elliott Schwartz, Music for Napoleon and Beethoven pour trompette, piano et 2 cassettes.
- Roger Smalley, Echo III pour trompette avec délai à bande.
- Heather Stebbins, Tracer pour trompette et électronique
- Karlheinz Stockhausen, 
  - Aries pour trompette en ut et bande magnétique.
  - Pietà pour bugle quart de ton, soprano et bande.
  - Trompete pour trompette en ut et bande.
- Bernd Thewes, Koko pour trompette et bande (texte de Hugo Ball)
- Ken Ueno, Quentin pour trompette et électronique
- Skye van Duuren, Thoughts on the Death of a Tree pour bugle et électronique (2020)
- Aurelio de la Vega, Para-Tangents pour trompette et sons pré-enregistrés
- Massimiliano Viel, Pulsars pour trompette et sons électroniques
- Samuel Wells, 
  - "(dys)functions" pour trompette et électronique (2011)
  - "minong" pour trompette piccolo, électronique en direct et vidéo (2012)
- Robert Wieck, Eluxée pour trompette, bande quatre pistes et électronique temps réel.
- Scott Worthington, 
  - A Different Infiniteness pour trompette, trombone, clarinette basse, voix de baryton et électronique.
  - A Few Kites pour trompette, violon et électronique
  - Still Life pour trompette et électronique

## Rôle de la trompette au théâtre
- Karlheinz Stockhausen, Jeudi de lumière (Michael)
- Karlheinz Stockhausen, Samedi de lumière (Michael)
- Karlheinz Stockhausen, Mardi de lumière (Michael)
- Karlheinz Stockhausen, Dimanche de lumière (Michael)
- Isabel Mundry, Un souffle - l'Odyssée (Ulysse)

## Extraits orchestraux célèbres
- Jean-Sébastien Bach, Magnificat en mi bémol majeur, BWV 243a (en)
- Béla Bartók, Concerto pour orchestre (Bartók)
- Ludwig van Beethoven, 
  - Ouverture Leonore n°2
  - Ouverture Leonore n°3
- George Frideric Handel, Messie
- Gustav Mahler, 
  - Symphonie n° 3
  - Symphonie n° 5
- Modeste Moussorgski, Tableaux d'une exposition (orch. Ravel)
- Maurice Ravel, Concerto pour piano en sol
- Ottorino Respighi, Pins de Rome (orchestre Ravel)
- Nikolaï Rimski-Korsakov, Schéhérazade
- Alexandre Scriabine, Poème de l'extase
- Richard Strauss, 
  - Ein Heldenleben
  - Don Juan
- Igor Stravinsky, Petrouchka
- Richard Wagner, Parsifal